# Agave mckelveyana
Agave mckelveyana är en sparrisväxtart som beskrevs av Howard Scott Gentry. Agave mckelveyana ingår i släktet Agave och familjen sparrisväxter. Inga underarter finns listade i Catalogue of Life.

## Bildgalleri

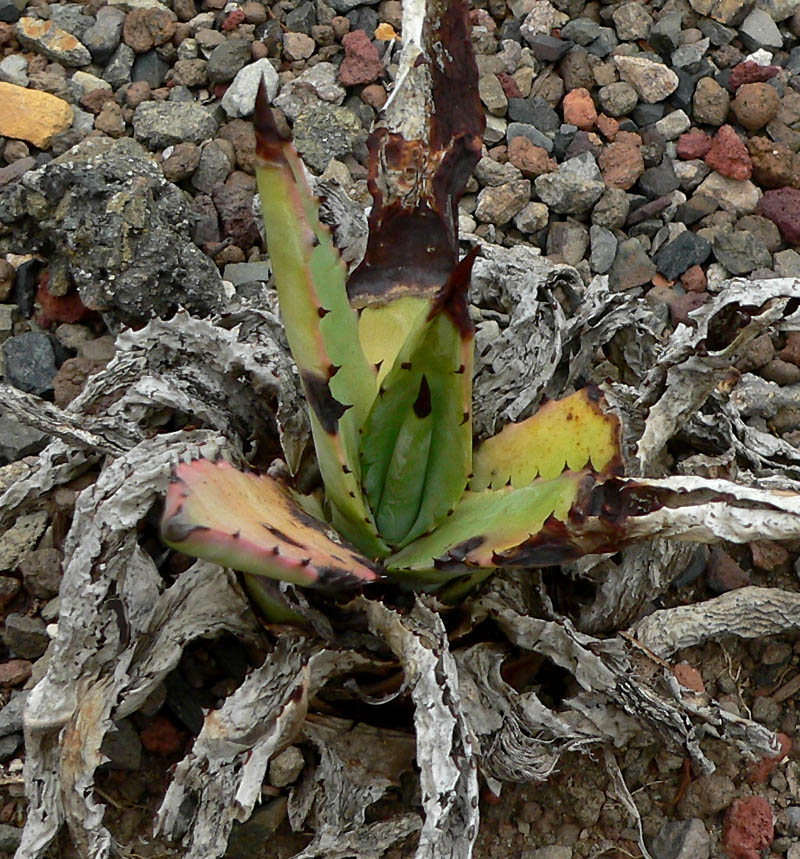